# Sveinn Jóhannsson
Sveinn Jóhannsson (* 16. Juni 1999 in Kopenhagen, Dänemark) ist ein isländischer Handballspieler.

## Karriere

### Im Verein
Sveinn Jóhannsson begann das Handballspielen in Island bei Ungmennafélagið Fjölnir. Nach einer Saison bei ÍR Reykjavík wechselte er 2019 nach Dänemark zu SønderjyskE Håndbold. 2022 sollte er zum deutschen Erstligisten HC Erlangen wechseln. Beim Medizin-Check stellte sich jedoch heraus, dass sein Knie nach einer Operation noch geschwächt war. Dieses Risiko wollte der HC Erlangen nicht eingehen, wodurch er doch in Dänemark blieb und zu Skjern Håndbold wechselte. Im Januar 2023 wechselte er mit sofortiger Wirkung zum deutschen Erstligisten GWD Minden. Am Ende der Saison stieg er mit Minden in die 2. Bundesliga ab. Im Sommer 2024 schloss er sich dem norwegischen Erstligisten Kolstad IL an. Mit Kolstad gewann er 2025 die norwegische Meisterschaft. Zur Saison 2025/26 wechselte er zum französischen Erstligisten Chambéry Savoie Mont Blanc Handball.

### In Auswahlmannschaften
Mit der isländischen Nationalmannschaft nahm er an der Europameisterschaft 2020 teil und belegte den 11. Platz. Er stand auch im Kader für die Europameisterschaft 2022, verletzte sich jedoch kurz vor dem Turnier und konnte somit nicht teilnehmen. Bei der Weltmeisterschaft 2025 warf er zwei Tore in zwei Spielen und belegte mit dem Team den 9. Platz.